# Sozialversicherungsnummer
Eine Sozialversicherungsnummer ist ein aus Buchstaben oder Ziffern bestehendes Personenkennzeichen zur Identifikation im Sozialversicherungswesen.
Grundsätzlich werden in allen Staaten mit funktionierenden Sozialversicherungssystemen auch Sozialversicherungsnummern verwendet. Aufbau und Verwendungszwecke unterscheiden sich allerdings voneinander.

## Deutschsprachiger Raum

### Deutschland
In der Bundesrepublik Deutschland existiert aus datenschutzrechtlichen Gründen keine für alle Sozialversicherungssysteme gültige Sozialversicherungsnummer. Deshalb werden beispielsweise in der Krankenversicherung und der Rentenversicherung unterschiedliche Versicherungsnummern verarbeitet. In begrenztem Umfang wird allerdings die Rentenversicherungsnummer, die im Sozialversicherungsausweis vermerkt ist (Beispiel: 15 070649 C 103), wie eine Sozialversicherungsnummer verwendet.
In der DDR wurde die zwölfstellige, rein numerische Personenkennzahl auch zur Identifikation im Sozialversicherungswesen genutzt.

### Österreich

e-card Österreich

In Österreich wird eine vierstellige Nummer üblicherweise gefolgt vom sechsstelligen Geburtsdatum (aber nicht immer) verwendet; jede Sozialversicherungsnummer besteht in Summe also stets aus zehn Ziffern (Beispiel: 1234 010180). Sie wird seit den 1990er Jahren bereits bei der Geburt vergeben, davor erst bei der ersten Ausstellung. Die Nummer umfasst in den ersten drei Stellen eine laufende Nummer (Laufnummer), welche ab 100 beginnt. Die vierte Stelle, im obigen Beispiel die 4, ist eine Prüfziffer, die sich aus den anderen Stellen errechnet. Es ergeben sich pro Geburtstag etwa 800 Sozialversicherungsnummern, welche im Normalfall für Österreich pro Tag ausreichend viele Kombinationen zur Verfügung stellt. In speziellen Situationen kann dieser Nummernumfang pro Tag allerdings nicht ausreichen, und in diesen Fällen wird ein Geburtsdatum mit Tagen über 31 und Monaten über 12 eingetragen, was manchmal zu Verwirrungen führt. Diese Situationen betreffen vor allem Zuwanderer, welche ihr genaues Geburtsdatum nicht kennen bzw. nicht belegen können und daher deren Geburtstag auf den 1. Jänner bzw. 1. Juli des jeweiligen Geburtsjahres festgelegt wird. Da es dann an diesen Tagen zu Überläufen bei der Nummer in den ersten drei Stellen kommt, werden bei jenen Personen diese speziellen Datumseinträge in der Sozialversicherungsnummer vorgenommen.

#### Verwendung
Diese Nummer wird nicht nur von den Sozialversicherungsträgern und der e-card verwendet, sondern wird vermehrt auch in anderen staatlichen Bereichen herangezogen, da sie einen eindeutigen Schlüssel für alle Einwohner darstellt. Sie dient auch bei Finanz und Versicherung zur Identifikation, auch beim Abschluss eines Bausparvertrages verhindert sie Doppelförderung. So kann mit der Nummer nicht nur ermittelt werden, ob eine Person krankenversichert ist, sondern auch, ob sie Familienbeihilfe bezieht. Allerdings gibt es keinen Lichtbildausweis, der die Nummer trägt, auch am Meldezettel ist sie nicht vorhanden. Damit ist die Nummer nicht als Identifikation im Vertragswesen einsetzbar, wie dies in anderen Staaten möglich ist. Somit ist die Nummer im privaten Vertragswesen nicht verwendbar und muss auch nicht bekanntgegeben werden.

#### Bezeichnungen
Häufig werden die Bezeichnungen „Versicherungsnummer“ oder „SV-Nummer“ als Synonyme sowie die Abkürzungen „SVNR“, „VSNR“ oder „VNR“ für die Sozialversicherungsnummer verwendet.

#### Berechnung
Die Prüfziffer kann wie folgt errechnet werden:
1. Jede einzelne Ziffer der Versicherungsnummer wird mit einer bestimmten Zahl multipliziert:
  - Laufnummer mit 3, 7, 9
  - Geburtsdatum mit 5, 8, 4, 2, 1, 6
2. Die Prüfziffer errechnet sich aus dem Divisionsrest der Summe der einzelnen Produkte geteilt durch 11.

Wenn der Divisionsrest 10 ergibt, so wird die Laufnummer um 1 erhöht und eine neue Berechnung durchgeführt.
Beispiel:
123X 010180
X = (1×3 + 2×7 + 3×9 + 0×5 + 1×8 + 0×4 + 1×2 + 8×1 + 0×6) mod 11
X = 7
Die Sozialversicherungsnummer lautet somit 1237 010180.

#### Wertevorrat
Die Laufnummer kann Werte von 100 bis 999 annehmen, was theoretisch 900 verschiedene Sozialversicherungsnummern pro feststehendem Geburtsdatum ermöglichen würde. Von diesen 900 Versicherungsnummern müssen jedoch noch jene ausgeschlossen werden, bei denen der Divisionsrest (bei der Prüfziffernberechnung) gleich 10 ist. Je nach konkretem Geburtsdatum trifft dies auf meist 82 oder manchmal 81 Nummern zu, da 900 : 11 = 81, Rest 9, ist. Somit verbleiben rechnerisch pro feststehendem Geburtsdatum in 9 von 11 Fällen, also in 81,81 % aller Fälle 818 und in 2 von 11 Fällen, also in 18,18 % aller Fälle 819 – im Durchschnitt somit 818,18 – verschiedene Sozialversicherungsnummern zur Verwendung übrig.
Mit den letzten beiden Ziffern des Geburtsdatums lassen sich 100 (Geburts-)Jahre darstellen (00–99). Ein Jahr hat im Durchschnitt 365,25 Tage, die durch die vier Ziffern im Geburtsdatum dargestellt werden können. Pro Geburtsdatum stehen durchschnittlich 818,18 verschiedene Sozialversicherungsnummern zur Verfügung. Somit ergibt sich ein Wertevorrat von 818,18 × 365,25 × 100 ≈ 29 884 000, wobei hier die Erweiterungsmöglichkeiten durch die „künstlichen“ Geburtsdaten noch nicht berücksichtigt sind. Lässt man alle möglichen, also auch die „künstlichen“ Geburtsdaten zu, so erhöht sich der Wertevorrat auf 818,18 × 10 000 × 100 ≈ 818 180 000, also gegenüber vorhin auf gut das 27-fache.
Wenn man davon ausgeht, dass kaum jemand über 100 Jahre alt wird, und man berücksichtigt, dass einst vergebene Versicherungsnummern erst 20 Jahre nach dem Ableben des Versicherten wieder zur neuerlichen Vergabe herangezogen werden, dann lässt sich (aus Obigem per umgekehrtem Dreisatz) abschätzen, dass selbst der Wertevorrat ohne die „künstlichen“ Geburtsdaten für rund 29 884 000 × 100 : (100 + 20) ≈ 24,9 Millionen Versicherte ausreicht.

### Schweiz

#### AHV-Nummer
In der Schweiz existiert als Sozialversicherungsnummer die AHV-Nummer, die zur Verwaltung der Altersvorsorge (AHV) dient, aber auch in anderen Sozialversicherung wie der Invalidenversicherung und der Erwerbsersatzordnung eingesetzt wird. Sie dient auch als Steueridentifikationsnummer (Tax Identification Number – TIN).
Seit 1. Juli 2008 wird eine 13-stellige AHV-Nummer (französisch: NSS, numéro de sécurité sociale) verwendet, die keine Personenkennzeichen mehr enthält.
Die Versichertennummer setzt sich zusammen aus einer führenden dreistelligen Länderkennung, einer neunstelligen Zufallszahl, die jede Person lebenslang eindeutig identifiziert, aber pseudonym ist, sowie einer abschließenden Prüfziffer. Die resultierende 13-stellige Zahl ist wie folgt aufgeteilt:
- 01. bis 03. Stelle: Ländercode (Schweiz = 756)
- 04. Stelle: Punkt
- 05. bis 08. Stelle: Ziffern 1 bis 4 der neunstelligen Zufallszahl
- 09. Stelle: Punkt
- 10. bis 13. Stelle: Ziffern 5 bis 8 der neunstelligen Zufallszahl
- 14. Stelle: Punkt
- 15. Stelle: Ziffer 9 der neunstelligen Zufallszahl
- 16. Stelle: Prüfziffer

Die Prüfziffer errechnet sich gemäß der EAN-13-Norm. Die Zufallszahlen werden von der zentralen Ausgleichsstelle in Genf (ZAS) vergeben.

#### Alte AHV-Nummer
Die bis 2008 verwendete 11-stellige AHV-Nummer wurde durch Verschlüsselung von Name, Geschlecht und Geburtsdatum erzeugt. Dies führte zu Problemen, da bei Änderung von Name oder Geschlecht die Nummer änderte und so nicht eindeutig einer Person zugewiesen werden konnte. Daher wurden die 11-stelligen AHV-Nummern 2008 durch ein neues System mit 13-stelligen Nummern abgelöst, welche keine Rückschlüsse auf die Person mehr zulässt. Bis Mitte 2009 haben alle Einwohner der Schweiz, die eine AHV-Nummer haben, auch einen neuen Versicherungsausweis mit der Versichertennummer erhalten. Durch die gesetzliche Einschränkung der Verwendung wurde Bedenken seitens des Datenschutzes Rechnung getragen.

## Englischsprachiger Raum

### Vereinigte Staaten
Die in den Vereinigten Staaten verwendete neunstellige Social Security Number (Beispiel: 306-30-2348) wird nicht nur von der Sozialversicherung und im Gesundheitswesen genutzt, sondern auch von anderen Behörden, beispielsweise den Finanzbehörden (siehe Taxpayer Identification Number) und privaten Unternehmen. Die Sozialversicherungsnummer hat somit die Funktion eines allgemeinen Personenkennzeichens.

### Vereinigtes Königreich
Die Sozialsysteme des Vereinigten Königreichs von Großbritannien und Nordirland arbeiten mit der National Insurance number. Sie besteht aus zwei Buchstaben gefolgt von sechs Ziffern und einem dritten Buchstaben (Beispiel: AB-123456-C). Die UK-Sozialversicherungsnummer wird von Behörden als Personenkennzeichen verwendet.

### Kanada
In Kanada bekommt jeder Arbeitsberechtigte eine Social Insurance Number, Numéro d’Assurance Sociale auch SIN und NAS, jedoch passiert dies nicht automatisch. Bevor ein Bürger zum ersten Mal von einem Arbeitgeber eingestellt wird, muss er die SIN beantragen. Obwohl die überwiegende Mehrheit nur eine SIN im Leben benutzt, muss die SIN nicht unbedingt lebenslang gelten. Insbesondere bei Einwanderern und Gastarbeitern werden befristete SIN-Nummern erstellt. Sobald der Antragsteller eine Niederlassungserlaubnis erhält, wird die befristete SIN storniert und durch eine neue, permanente ersetzt.
Ähnlich wie in den Vereinigten Staaten wurde im Privatgeschäft häufig die SIN-Karte als Identifikationsnachweis verlangt, obwohl dies explizit gesetzwidrig war (es dürfen in der Regel nur Banken, Arbeitgeber, und Bundesbehörden die SIN von einem Bürger verlangen). Aufgrund wiederholter Aufklärungskampagnen des Datenschutzkommissars ist aber dieser Handelsbrauch stark zurückgegangen.

### Irland
Die in Irland verwendete Personal Public Service Number ist einer Sozialversicherungsnummer ähnlich. Sie wird von Behörden als Personenkennzeichen genutzt.

## Frankreich
Die Sozialversicherungsnummer hat 15 Stellen, von denen die ersten 13 relevant sind; die zwei letzten sind eine Prüfziffer. Im Mittelteil besteht die Nummer aus dem fünfstelligen Code Insee, mit dem das Departement (oder Land) der Geburt bezeichnet wird. Davor werden Geschlecht und Jahr (zweistellig) und Monat der Geburt und danach eine laufende Nummer und eine Prüfziffer angegeben. Personen, die in Frankreich oder in seinen Überseedepartements geboren werden, erhalten mit der Geburt automatisch eine Nummer.

## Italien
In Italien ist die Sozialversicherungsnummer identisch mit der Steuernummer (codice fiscale).
Beispiel: MST MAX 90A01 A000A